# هاري لين (متزلج قفز)
هاري لين (بالنرويجية: Harry Lien)‏ (و. 1896 – 1978 م) هو متزلج قفز من النرويج، والولايات المتحدة، ولد في النرويج، شارك في الألعاب الأولمبية الشتوية 1924، توفي في شيكاغو، عن عمر يناهز 82 عاماً.

## روابط خارجية
- هاري لين على موقع أوليمبيديا (الإنجليزية)